# Шенфельд, Николай Иванович
Николай Иванович Шенфельд (около 1820 — не ранее 1876) — русский архитектор, академик архитектуры.

## Биография
Был аттестован Академией художеств на звание свободного художника (1856). Избран в академики архитектуры (1860) за «проект Городской Думы».
С 1945 года служил в Палате государственных имуществ, помощник инженера. Работал в Департаменте уделов (1850—1866) в Петербурге, занимался строительством дворцовых зданий.
В 1868 году направлен в Томск. Губернский архитектор с марта 1868 по июнь 1871 года.

## Известные работы

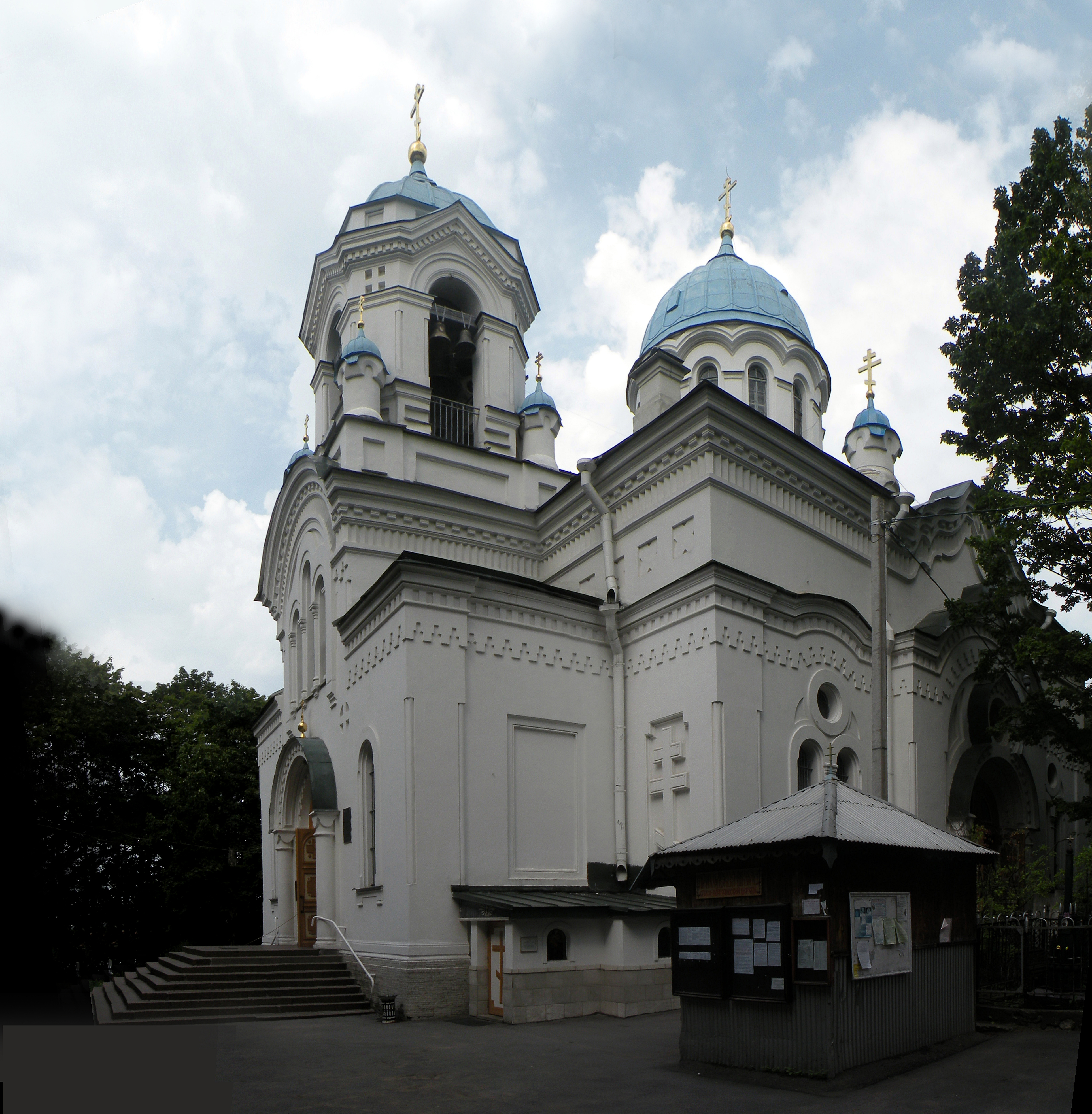
Церковь Спаса на Шуваловском кладбище

- Здание монастырского училища для девочек-сирот духовного звания Томской епархии в Иоанно-Предтеченском монастыре, построенное в (1870—1878)[2]
- Проект на пристройку придела к Троицкой церкви города Колывань (1871)
- Церковь Спаса Нерукотворного Образа (Спасо-Парголовская) на Шуваловском кладбище — наблюдение за строительством (1876—1880)[3]
- Доходный дом. Санкт-Петербург. Некрасова ул., 24 (1883)[4]
- Дом В. И. Миллера. Санкт-Петербург. 6-я линия ВО, 19 (1886)[5]